# Summierbare Familie
Eine summierbare Familie ist ein Begriff aus der Funktionalanalysis. Er dient der Verallgemeinerung des Reihenbegriffs für beliebige Familien in einem Vektorraum.

## Formale Definition
Sei {\displaystyle (X,\|\cdot \|)} ein normierter Vektorraum. Sei {\displaystyle I} eine Indexmenge und {\displaystyle (x_{i})_{i\in I}} eine Familie. Sei {\displaystyle {\hat {x}}\in X}.
Die Familie {\displaystyle (x_{i})_{i\in I}} heißt summierbar zu {\displaystyle {\hat {x}}} genau dann, wenn 
{\displaystyle \forall \varepsilon >0\;\exists E_{0}\subseteq _{\text{endlich}}I\;\forall E_{0}\subseteq E\subseteq _{\text{endlich}}I:\left\|{\hat {x}}-\sum _{i\in E}x_{i}\right\|<\varepsilon }
gilt. Wenn sich also zu jedem {\displaystyle \varepsilon >0} eine endliche Teilmenge {\displaystyle E_{0}\subseteq I} finden lässt so, dass für alle endlichen Obermengen {\displaystyle E\supseteq E_{0}}, die in {\displaystyle I} liegen, die Summe {\displaystyle \textstyle \sum _{i\in E}x_{i}} in der Norm von {\displaystyle {\hat {x}}} weniger als {\displaystyle \varepsilon } abweicht.
Ähnlich wie bei Reihen lässt sich auch absolute Summierbarkeit definieren. Die Familie {\displaystyle (x_{i})_{i\in I}} heißt absolut summierbar zu {\displaystyle {\hat {x}}} genau dann, wenn {\displaystyle (\|x_{i}\|)_{i\in I}} summierbar zu einem {\displaystyle s\in [0,\infty [} ist.
Letztlich heißt eine Familie Cauchy-summierbar genau dann, wenn 
{\displaystyle \forall \varepsilon >0\;\exists E_{0}\subseteq _{\text{endlich}}I\;\forall E\subseteq _{\text{endlich}}I\setminus E_{0}:\left\|\sum _{i\in E}x_{i}\right\|<\varepsilon }
gilt.

## Bemerkungen
- Absolute Summierbarkeit impliziert Summierbarkeit. Die Umkehrung gilt im Allgemeinen nicht.
- Ist eine Familie summierbar, ist auch jede Teilfamilie summierbar. Summierbarkeit ist also ein stärkeres Kriterium als einfache Konvergenz von Reihen.
- Aus Summierbarkeit folgt Cauchy-Summierbarkeit. In Banachräumen gilt die Umkehrung. Cauchy-Summierbarkeit ist häufig einfacher zu prüfen.
- Sei {\displaystyle x} summierbar zu {\displaystyle {\hat {x}}} und {\displaystyle y} summierbar zu {\displaystyle {\hat {y}}} und {\displaystyle \lambda } ein Skalar. Dann gilt {\displaystyle \textstyle \sum _{i\in I}(x+\lambda y)={\hat {x}}+\lambda {\hat {y}}}.
- Der Träger einer summierbaren Familie ist höchstens abzählbar.